# Les Avions (groupe)
Pour les articles homonymes, voir Les Avions.
 (juillet 2018).
Si vous disposez d'ouvrages ou d'articles de référence ou si vous connaissez des sites web de qualité traitant du thème abordé ici, merci de compléter l'article en donnant les références utiles à sa vérifiabilité et en les liant à la section « Notes et références ».
Les Avions est un groupe de pop-rock français. 
Formé en 1980 et dissous en 1992, sa chanson la plus connue est Nuit sauvage. Issus du courant new wave, les membres du groupe connaissent le succès avec quelques tubes pop. Après quatre albums et des centaines de concerts, le groupe se dissout en 1992, après un dernier spectacle à Saint-Pétersbourg à l'occasion du Festival des nuits blanches.

## Biographie

### Débuts

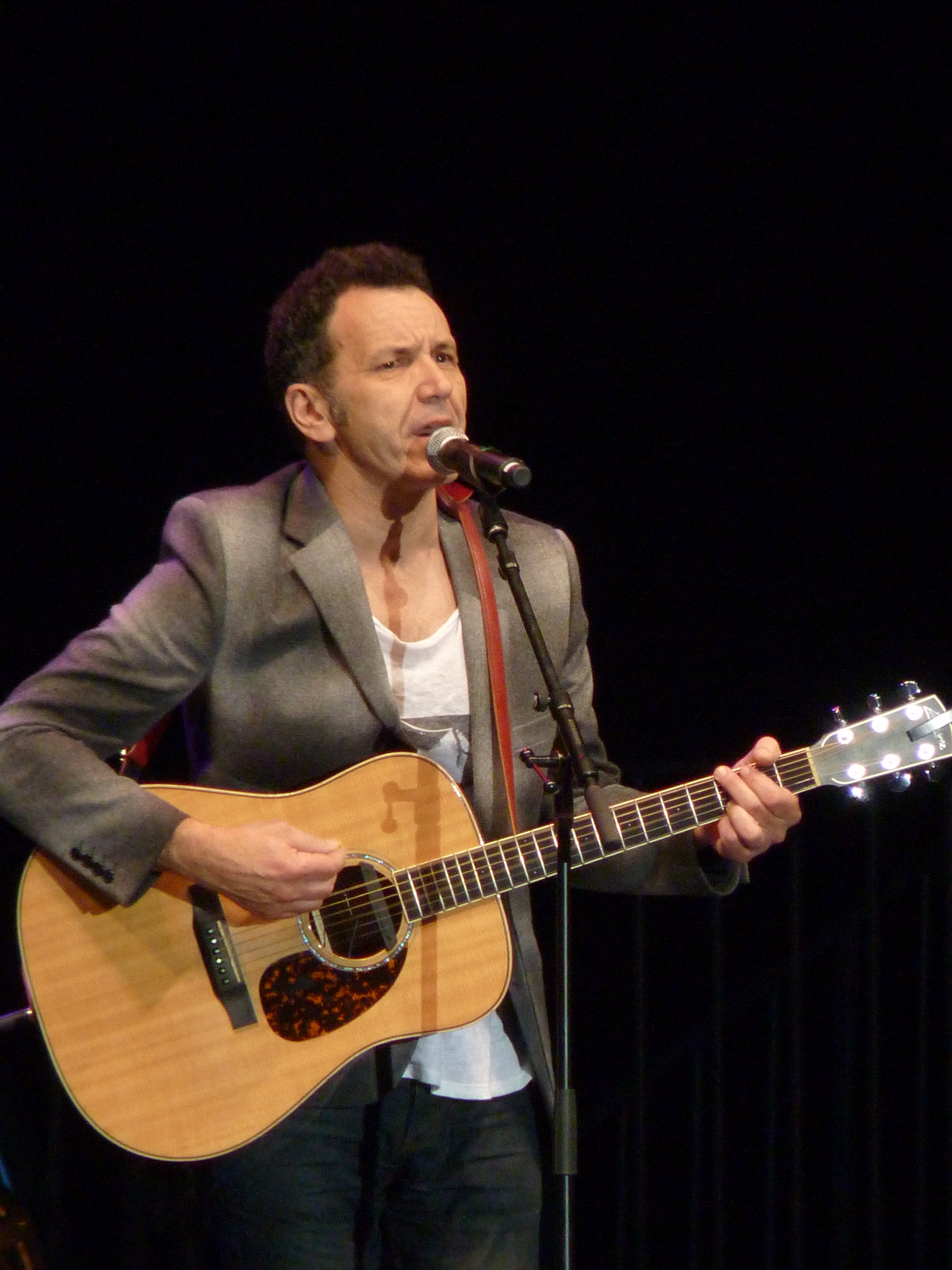
Jean-Pierre Morgand, chanteur du groupe.

En 1979, Jean-Pierre Morgand, chanteur, et Jean Nakache, guitariste, fondent Brain Trust (« groupe d’experts »). L’un suit des études dans une école d’art, l’autre dans une école d’ingénieurs. Ils sont rejoints pour un temps par Pierre Sonigo, un biologiste moléculaire qui joue du synthétiseur, puis par Jérôme Lambert à la batterie, un étudiant en histoire de l’art qui pratique les percussions, et Patrice Brochery à la basse et aux chœurs. Le groupe se rebaptise les Avions, un nom français pour des « jeunes gens modernes », les Avions jouent au Rose Bonbon et au Gibus.
Dans Rock & Folk, Jean-Éric Perrin chronique un concert autoproduit au théâtre Le Ranelagh et écrit : « Les Avions me font penser aux Feellies, un brin funky, un brin acide, ils ont pour eux une technique sans faille, de l’humour et un swing de bon aloi. »

### Succès critique
Le disque est enregistré en 1982 et sort à la fin de l’année sur le label indépendant Underdog. Le succès critique est excellent. Sur France Inter, Bernard Lenoir déclare : « Enfin un groupe français digne de ce nom, je l’ai trouvé, il s’appelle les Avions ; tout est sublime, même la pochette…[réf. nécessaire]. »
La presse rock est aussi enthousiaste, citant XTC et Talking Heads. Trio, le 45 tours, passe sur les premières radios libres. La face B est une reprise de Twist and Shout dont le riff est joué à la flûte à bec, avec un solo citant Je t’aime moi non plus de Gainsbourg. L’album a une diffusion confidentielle et les bandes master brûleront dans l’incendie du studio d’enregistrement, faisant de ce premier album un collector. Les Avions font leur première tournée en France, ils organisent à Paris des concerts avec Modern Guy et Les Amants, au cinéma le Saint-Lambert avec les Rita Mitsouko et Orchestre Rouge.

### Fanfare
Après une période de remise en question musicale, le bassiste Patrice Brochery quitte le groupe pour Les Hommes du Monde, un groupe plus rock. En 1985, Pierre André d’Ornano rejoint le groupe, le funk devient une influence importante. Au retour d’un voyage à Lisbonne où ils passent leurs nuits en boîte, les Avions enregistrent trois démos. Parmi les chansons, Nuit sauvage que CBS/Sony signe immédiatement. Le titre sort et fait un flop. Pierre-André, le bassiste, quitte le groupe et retourne à ses études.
Ce n’est qu’à l’été 1986 que les radios passent la chanson qui devient finalement un hymne, restant dix-neuf semaines classée au Top 50 français. Les Avions préparent un album pour CBS/Sony, de leurs répétitions naît l’idée d’un concept album entre pop et funk où les arrangements de cuivres un peu naïfs donnent une unité sonore à l’ensemble. Le titre est explicite : Fanfare. Sylvain Pauchard, musicien et ingénieur du son, va utiliser des claviers et synthétiseurs de toutes époques et contribuera à la couleur très particulière de cet album, réalisé comme le premier par Raphaël Gimenez-Fauvety. Fanfare, la chanson titre du disque, évoque les insomnies du chanteur provoquées par le marathon promotionnel qui suit le succès de Nuit sauvage. François Gorin écrit dans Télérama à propos de cet album : « Menacés d'être changés en chair à Top 50, les garçons voulurent soigner l'ouvrage et dans les largeurs. Il y avait un concept à la Sgt Pepper revu XTC : Fanfare. La course à l'hélicon perdu, le revers des abus de synthé. Et que ça sonne fort, profus, naturel. Triste et joyeux, désespérément gai. »
Sur la grande scène des Transmusicales de Rennes, où ils ont été invités par Étienne Daho, les Avions interprètent pour la première fois Tombe la neige, troisième single de l’album Fanfare, une chanson nostalgique qui évoque les souvenirs de l’enfance, Mai 68 et les premiers pas de l’homme sur la Lune. La face B est un clin d’œil à Revolution 9 des Beatles. Le morceau est un collage sonore évoquant un jeu télévisé que la distorsion et les cris de mouettes rendent quasi-inaudible. Be Pop, autre single extrait de Fanfare, revendique ce terme de pop que les Avions utilisent depuis longtemps et qui devient alors à la mode en France.
Dans Rock & Folk, Alain Gardinier écrit « Les Avions sont pop sur toute la longueur : celle des manches de leurs chemises bariolées et de leurs sillons abreuvés de son pétillants. Les Avions ne sonnent comme personne et personne ne sonne comme les Avions. Ne passez pas à côté de cet album magique ». Le cinéaste Olivier Assayas fait appel aux Avions pour composer la musique que les personnages de son film Désordre — un groupe de rock maudit — interprètent sur la scène du Gibus. La chanson It’s for you figure sur la bande originale du film. Le thème central du film inspirera à Jean-Pierre Morgand une chanson sur la fin d’un groupe, intitulée elle aussi Désordre. Elle figurera sur le troisième album des Avions.

### Loin
En 1988, après avoir beaucoup tourné en France, le groupe a envie de réaliser un album plus simple dans sa forme, leur maison de disques met des moyens ambitieux à leur disposition. Ce troisième album est enregistré en direct au studio Plus 30 à Paris et dans une hacienda près de Barcelone avec le studio mobile Le Voyageur. Le mixage a lieu à New York au studio Shakedown d’Arthur Baker. Joe Barbaria est à la console (Talking Heads, Joe Jackson, The Cars). Le son de l’album est ample, très « américain », comme en témoigne le premier single Tous ces visages. C’est un succès, mais le titre suivant, Désordre, déconcerte les fans du groupe : l’ambiance crépusculaire est plus proche des Doors que de la pop qui a fait la notoriété des Avions. La mésentente avec leur maison de disques provoque une crise. Sony casse le contrat des Avions, le groupe commence une traversée du désert.

### 4
En 1991, après une tournée qui les mène jusqu’à Bucarest, les Avions s’enferment dans leur studio parisien et travaillent un an à la création d’un album-concept : La Véritable Histoire de Jaz Papillon. Une trentaine de chansons sont composées avec l’idée de réaliser une sorte d’opéra rock à la Tommy. Le projet est abandonné mais l’album aux arrangements très soignés gardera des traces de cette ambition initiale.
Sorti en 1992, le spectre musical de 4 va du rock (Plaines, Mountains) au funk (Papillon), en passant par les ballades (Des jardins et des ronces, Scottish opéra). Y figure même un instrumental (Arabhymne). On retrouve des fidèles du groupe comme le trompettiste Yvon Guillard déjà présent sur Fanfare, ou Sylvain Pauchard aux claviers. À la sortie du disque, Olivier Cachin écrit : « La mélancolie qui pèse sur ce quatrième album (criante sur Certains soirs) fait craindre pour le futur de ce groupe, si le succès populaire ne vient pas frapper l’un de ces onze titres de sa baguette magique et capricieuse. » Malgré des critiques favorables, le disque ne trouve pas son public. Après une dernière série de concerts en Russie, le groupe se dissout officiellement en 1992 après un ultime concert à Saint-Pétersbourg à l’occasion du Festival des nuits blanches.
Un concert-surprise a lieu au Petit Bain à Paris le 22 mars 2024, revisitant 15 ans de musique.

## Discographie

### Albums studio
- 1982 : Les Avions
- 1987 : Fanfare
- 1989 : Loin
- 1992 : 4

### Compilation
- 2002 : Des jardins et des ronces, le best of des Avions

### Singles
- 1982 : Trio // Twist and Shout (Underdog)
- 1986 : Nuit sauvage // Tour Eiffel (Epic)
- 1986 : Be Pop // Guitare espagnole (Epic)[4]
- 1987 : Tu changes // Le Cyrk (Epic)
- 1987 : Tombe la neige // Zim bam boum (Epic)
- 1988 : Tombe la neige // Fiesta polaire (Epic)
- 1988 : Et la fanfare des PTT // Medley (Nuit sauvage, Be Pop, Fanfare) (Fléxi records) 1988
- 1988 : Fanfare // Fanfare (v.d.) (Epic)
- 1989 : Tous ces visages // Le train (CBS)
- 1990 : Désordre // Paradis (CBS)
- 1992 : Mélodie
- 1992 : Monsieur Moyen

## Dans la culture
- 2004 : Clara et moi d'Arnaud Viard - Tombe la neige (source : générique[source insuffisante])
- 2011 : Publicité pour le PMU - Nuit sauvage[5]